# Équipe d'Argentine de rugby à sept
L’équipe d'Argentine de rugby à sept est l’équipe qui représente l'Argentine dans les compétitions majeures de rugby à sept. Elle participe au World Rugby Sevens Series et à la Coupe du monde. Elle rassemble les meilleurs joueurs d'Argentine sous le patronage de la Fédération argentine de rugby.

## Histoire

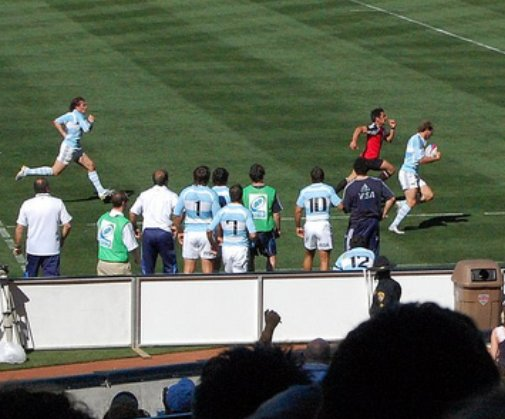
L'équipe d'Argentine lors du tournoi des États-Unis de rugby à sept en 2009, à San Diego.

## Logo
En 2023, la Fédération argentine simplifie son logo afin de pouvoir mettre l'accent sur chacune de ses sélections nationales en leur dédiant pour chacune une identité visuelle spécifique ; à cette occasion, le jaguar historique est remplacé par un puma, en accord avec le surnom officiel de l'équipe.

Évolution du logo de l'équipe nationale
Logo de 2013 à 2023.
Logo instauré en 2023.

## Palmarès
- Médaille d'or aux Jeux panaméricains de 2019
- Finaliste de la Coupe du monde en 2009
- Finaliste des Jeux mondiaux en 2013
- Finaliste aux Jeux panaméricains de 2011 et 2015
- Médaille de bronze aux Jeux olympiques d'été de 2020
- Troisième des Jeux mondiaux en 2005
- World Rugby Sevens Series :
  - Deuxième du classement général en 2023
  - Vainqueur du tournoi des États-Unis : 2004[2] et 2009[3]
  - Vainqueur du Tournoi du Canada en 2022 et 2023.
  - Vainqueur du Tournoi de Nouvelle-Zélande en 2023.
  - Vainqueur du Tournoi de Londres en 2023.

## Joueurs emblématiques
Santiago Gómez Cora est le meilleur marqueur de tous les temps des World Rugby Sevens Series avec 230 essais et le cinquième meilleur réalisateur de tous les temps avec 1 178 points marqués.